# Murder for Hire
Albums de Body Count
Violent Demise: The Last Days
(1997) Manslaughter
(2014)
Murder 4 Hire le quatrième album studio du groupe de rap metal américain Body Count. Il est sorti le 1er août 2006 sur le label indépendant Escapi Music et a été produit par Ice-T et Ernie-C.

## Historique
Le travail sur cet album commença en 2004 mais fut interrompu par le décès du guitariste rythmique D-Roc. D-Roc décéda le 17 août 2004 au City of Hope National Medical Center à Duarte en Californie à la suite d'un Lymphome. Il est le troisième membre original, après Beatmaster V (leucémie) et Mooseman (Drive By Shooting) du groupe à décéder de ce fait le travail sur le nouvel album fut interrompu.
C'est en 2006 que cet album fut enregistré, le nouveau guitariste rythmique, Bendrix, ayant rejoint le groupe pour remplacer D-Roc. La musique fut enregistrée en Californie dans un studio de North Hollywood appelé Bill's Place. Ice-T écrivit les textes, à fur et à mesure que les musiques lui parvinrent, à New York où il enregistra aussi le chant dans les Audiology Recording Studios. Mr.C's Theme le titre instrumental qui clôt l'album fut enregistré aux Ameraycan studios en Californie.
Ice-T regretta dans une interview pour Esquire Magazine en 2015 qu'il ne s'était pas assez investit dans cet album, se contentant d'écrire les textes de cet album, et ne s'appliquant ni dans l'écriture de la musique ni dans le mixage de l'album.
Cet album n'entra pas dans les charts.

## Liste des titres
- Sauf indication contraire, toutes les pistes sont composées par Ice-T et Ernie-C.

1. Invincible Gangsta — 3:59
2. The End Game —  4:13 (Ice T, Ernie C, O.T.)
3. You Don't Know Me (Pain) — 4:12
4. The Passion of Christ — 3:11
5. In My Head — 4:04
6. D Rocs (R.I.P.) — 2:32
7. Murder 4 Hire  — 3:26
8. Down in the Bayou — 3:34
9. Dirty Bombs — 3:45
10. Lies — 4:24
11. Relationships — 4:30
12. Mr. C's Theme — 3:03

## Musiciens
- Ice-T: chant
- Ernie-C: guitare solo
- D-Roc: guitare rythmique
- Bendrix: guitare rythmique
- Vincent Price: basse
- O.T.: batterie, percussions

Invité
- Trigga tha Gambler: chant sur Invincible Gangsta